# Courenta
La courenta (corenta in grafia occitana normalizzata; courenta o courenda nelle Valli di Lanzo, area di lingua francoprovenzale) è una danza diffusa nelle vallate alpine occitane e francoprovenzali.
È stata menzionata per la prima volta da Claude Gervaise nel suo libro di danze (1550). Più tardi viene anche riportata da Thoinot Arbeau (1588) e Thomas Morley.
Apparsa nel sec. XVI la courenta evolve nel sec. XVII passando da Bransle Courant a due danze ben distinte:
- Una versione italiana, la corrente (piuttosto vivace)
- Una versione francese, la courante (danza più lenta)

Molto apprezzata da Re Luigi XIV, che la elegge a danza di apertura dei balli, la courenta francese scompare nel corso del sec. XVIII come indicato nel famoso dizionario di Jean Jacques Rousseau. Essa è infatti rimpiazzata dal minuetto. La courenta francese è più nobile e maestosa della versione italiana.

## La courenta occitana
La courento delle valli occitane italiane è una danza molto conosciuta e diffusa anche fuori dai confini occitani, numerosissimi gruppi nell'Italia del nord suonano queste danze alle quali partecipano sempre numerosi i ballerini.
La courento della val Varaita è una danza eseguita da coppie che si dispongono in cerchio, gli uomini all'interno, le donne all'esterno con il braccio sinistro sulla schiena del compagno che le tiene col braccio destro per la vita. 
Si comincia con una passeggiata (meiro), ci si ferma le coppie si girano di fronte tenendosi per le mani e fanno un balletto col passo tipico della valle (balar), poi dei giri (virar), di nuovo un balar e un virar, così da capo fino che la melodia cambia per il balet (parte finale che chiude tutte le danze) dove i cavalieri fanno un virar con tutte le dame del cerchio.
In Val Vermenagna (CN), dove la courenta è caratterizzata da un passo completamente diverso rispetto a quello della Val Varaita, la passeggiata si chiama "':endà spass", seguita dal "balà" e dal "virà". Non è contemplato il "balet" finale. In compenso esiste una versione di courenta in cui si balla in cerchio tenendosi per mano (Courenta di Couscrit). È possibile approfondire l'argomento per quanto riguarda la Courenta della Val Vermenagna, area in cui il ballo resta tradizione viva nella quotidianità degli abitanti, grazie al libro "I ai faite balà toute - Vernante, il paese della courenta" in cui sono riportate testimonianze di vita vissuta relative ai "festìn" della vallata. Il volume di 56 pag., edito nel 2011 da Ousitano Vivo, contiene inoltre parecchie illustrazioni a tema: una trentina di quadri con storici suonatori di courenta e ballerini, fotografie, spartiti musicali e altra documentazione ancora.
La courento/a delle altre vallate differisce per il passo (ogni valle ha il suo specifico) e per la durata delle parti.
Alcune similitudini presenta la curenta denominata courenta di Butéi che viene ballata a Rocca Grimalda in Provincia di Alessandria in occasione del carnevale della Lachera. Essa mantiene il cerchio nelle forme occitane ma non il balletto tipico delle valli sostituendolo con passi più vicini alla tradizione monferrina.

## La courenta nelle valli francoprovenzali
Nelle valli francoprovenzali la courenta si è conservata nelle valli di Lanzo, dove è la danza tradizionale per eccellenza, ballata e suonata abitualmente dagli abitanti delle 3 valli con particolari che variano da paese a paese. Le parti musicali sono strettamente connesse con i passi della danza e sono speculari alla forma del canto orale, composta da una linea melodica che è seguita in terze parallele su un accompagnamento composto da formule ritmico-armoniche. 
Esistono innumerevoli courente ed è fondamentale anche la creatività dei suonatori che permette di inventare nuove formule, attestando così la vivacità di una pratica viva.
Le courente sono strettamente connesse al rito: sono momenti fondamentali all'interno delle feste tradizionali in cui prendono parte anche le figure dei priori.